# Alesana Tuilagi
Alesana Tiafau Tuilagi, detto Alex (Fogapoa, 24 febbraio 1981), è un rugbista a 15 samoano, di ruolo tre quarti ala.

## Biografia
Proveniente da una famiglia di rugbisti, è quarto di sette fratelli, sei dei quali nel rugby professionistico (a parte Alesana, Freddie, Henry, Anitele'a e Vavae internazionali per Samoa e Manu per l'Inghilterra); giunse in Europa a 19 anni e nel 2002 fu ingaggiato in Italia, dal Parma, per il suo primo contratto professionistico. Nel 2004 si trasferì al Leicester Tigers, club in cui già militavano i suoi due fratelli maggiori, e con esso ha vinto tre titoli nazionali, il più recente nel 2010. Nel 2017 passa al Tolone in qualità di medical joker per rimpiazzare l'ala francese Vincent Clerc.
In Nazionale samoana Tuilagi esordì nel 2002, in un incontro di qualificazione alla Coppa del Mondo di rugby 2003 contro Figi; prese parte al tour europeo dei Pacific Islanders nel 2006 e successivamente fu convocato nella rosa per la Coppa del Mondo di rugby 2007 in Francia insieme a suo fratello Henry; successivamente ha preso parte anche alla Coppa del Mondo di rugby 2011 in Nuova Zelanda.
Prese parte nella storica vittoria di Samoa contro l'Australia per 32 - 23 nel test match del 17 Luglio 2011 a Sydney, marcando la prima meta delle quattro totali contro le due mete australiane.
Il 25 Giugno 2013 Tuilagi ricevette la convocazione dalla nazionale Samoana per il tour in Sud Africa.

## Palmarès
- Premiership: 3
Leicester: 2006-07, 2008-09, 2009-10
- Coppe Anglo-Gallesi: 1
Leicester: 2006-07